# Rozstęp
Rozstęp – różnica między największą i najmniejszą wartością cechy statystycznej w zbiorze (lub różnica między najwyższą i najniższą zaobserwowaną wartością zmiennej).
Rozstęp jest najprostszą z miar rozrzutu, mało precyzyjną, gdyż opiera się tylko na dwu zaobserwowanych wartościach zmiennej, a pozostałe wartości nie mają wpływu na jej wielkość.
Przykład zastosowania: w pedagogice w analizie ilościowej wyników egzaminowania rozstęp bywa obliczany dla uzyskania wstępnej orientacji co do rezultatów egzaminowania albo wtedy, gdy chodzi wyłącznie o krańcowe wyniki.